# ادوارد اشمور
ادوارد اشمور (انگلیسی: Edward Ashmore; ۱۱ دسامبر ۱۹۱۹ – ۲۸ آوریل ۲۰۱۶) افسر ارشد نیروی دریایی پادشاهی بریتانیا بود. او در جنگ جهانی دوم به‌طور فعال خدمت کرد و بعداً قبل از رسیدن به فرماندهی عالی در نیروی دریایی، فرماندهی دو ناوچه را بر عهده داشت. او در اواسط دهه ۱۹۷۰ به عنوان لرد اول دریا و رئیس ستاد نیروی دریایی خدمت کرد و در این سمت، به دولت کارگر جدید در مورد بررسی عمده دفاعی و پیامدهای حمله ترکیه به قبرس مشاوره داد. او سپس به عنوان رئیس موقت ستاد دفاع منصوب شد و پس از مرگ سلف خود، مدت کوتاهی به عنوان سرپرست خدمت کرد.